# Cycas taiwaniana
Cycas taiwaniana Carruth., 1893 è una pianta appartenente alla famiglia delle Cycadaceae, endemica della Cina.

## Distribuzione e habitat
Nonostante il suo epiteto specifico questa specie non è presente a Taiwan, ma il suo areale è circoscritto alle regioni cinesi Guangdong, Guangxi, Hunan e Yunnan.